# Oak Ridge (Louisiana)
Oak Ridge és una població dels Estats Units a l'estat de Louisiana. Segons el cens del 2000 tenia 142 habitants.

## Demografia
Segons el cens del 2000, Oak Ridge tenia 142 habitants, 63 habitatges, i 38 famílies. La densitat de població era de 55,4 habitants/km².
Dels 63 habitatges en un 28,6% hi vivien nens de menys de 18 anys, en un 57,1% hi vivien parelles casades, en un 4,8% dones solteres, i en un 38,1% no eren unitats familiars. En el 34,9% dels habitatges hi vivien persones soles el 25,4% de les quals corresponia a persones de 65 anys o més que vivien soles. El nombre mitjà de persones vivint en cada habitatge era de 2,25 i el nombre mitjà de persones que vivien en cada família era de 2,95.
Per edats la població es repartia de la següent manera: un 24,6% tenia menys de 18 anys, un 4,2% entre 18 i 24, un 26,1% entre 25 i 44, un 23,2% de 45 a 60 i un 21,8% 65 anys o més.
L'edat mediana era de 41 anys. Per cada 100 dones de 18 o més anys hi havia 78,3 homes.
La renda mediana per habitatge era de 37.500 $ i la renda mediana per família de 70.417 $. Els homes tenien una renda mediana de 75.287 $ mentre que les dones 24.583 $. La renda per capita de la població era de 25.408 $. Entorn del 9,8% de les famílies i el 17,5% de la població estaven per davall del llindar de pobresa.

## Poblacions més properes
El següent diagrama mostra les poblacions més properes.